# Julius Martinet
Julius Martinet (* 1829 in Mittenwald; † 24. Mai 1899 in Coburg) war ein deutscher Architekt und Coburger Stadtbaurat.

## Leben und Wirken

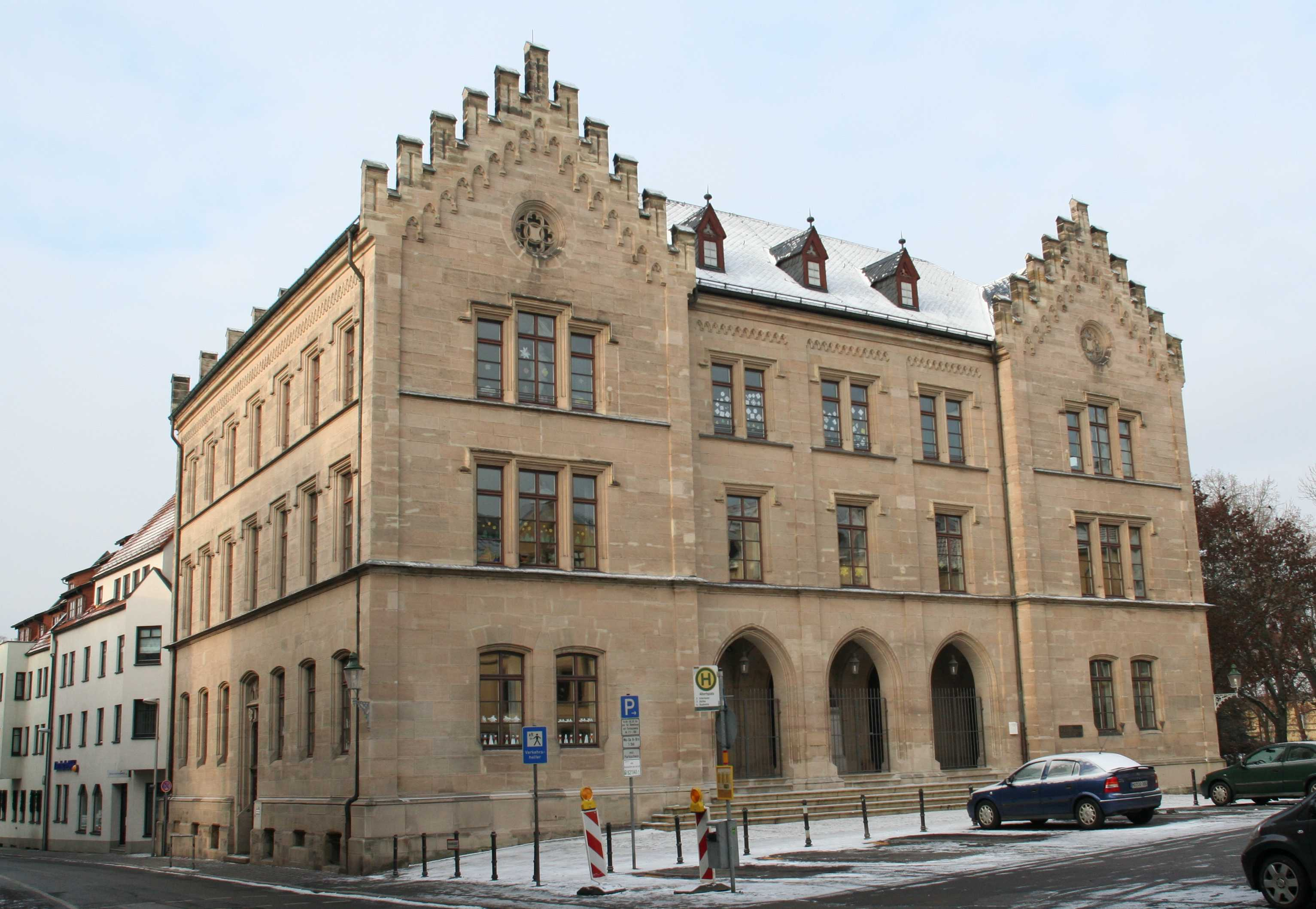
Lutherschule am Albertsplatz 2

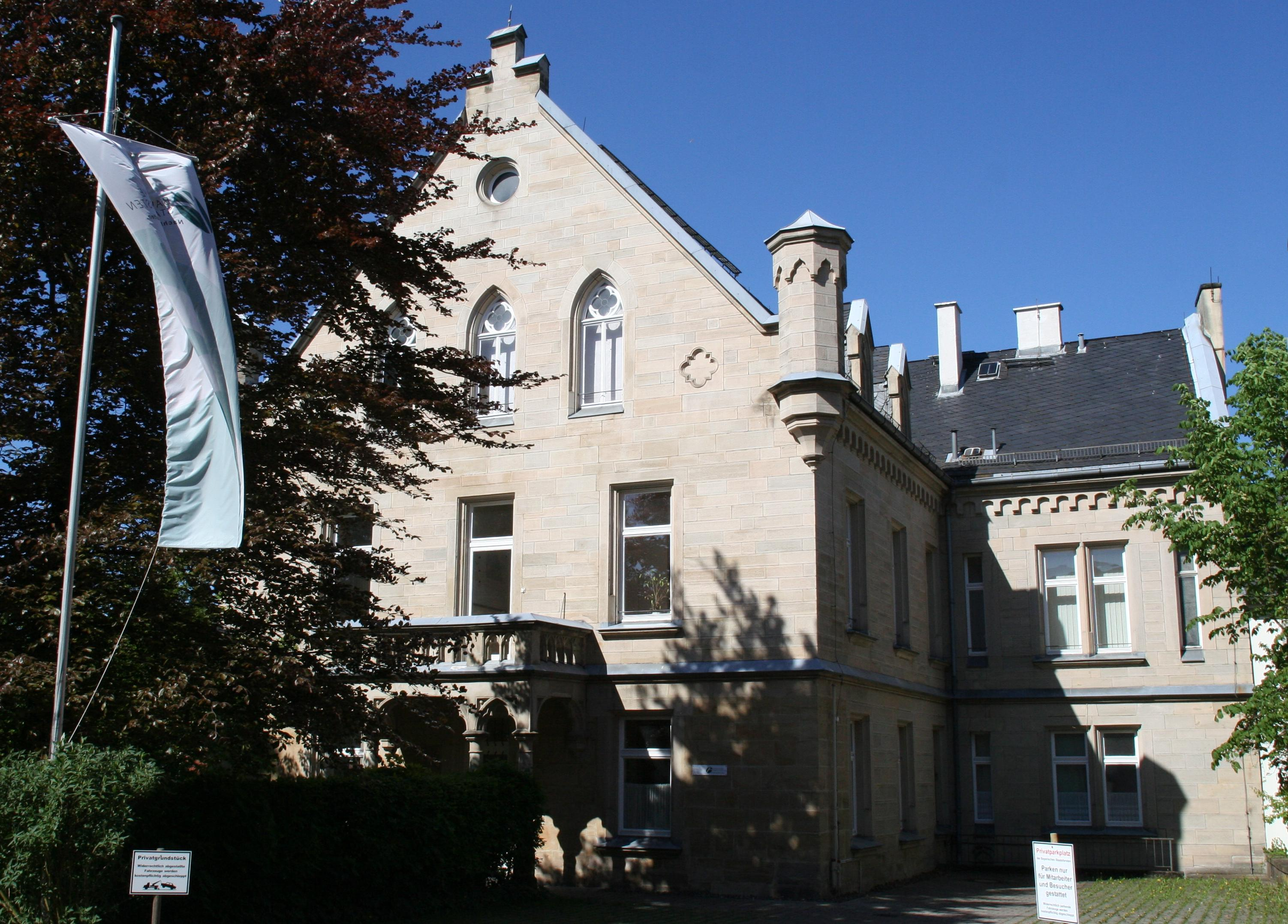
Glockenberg 7

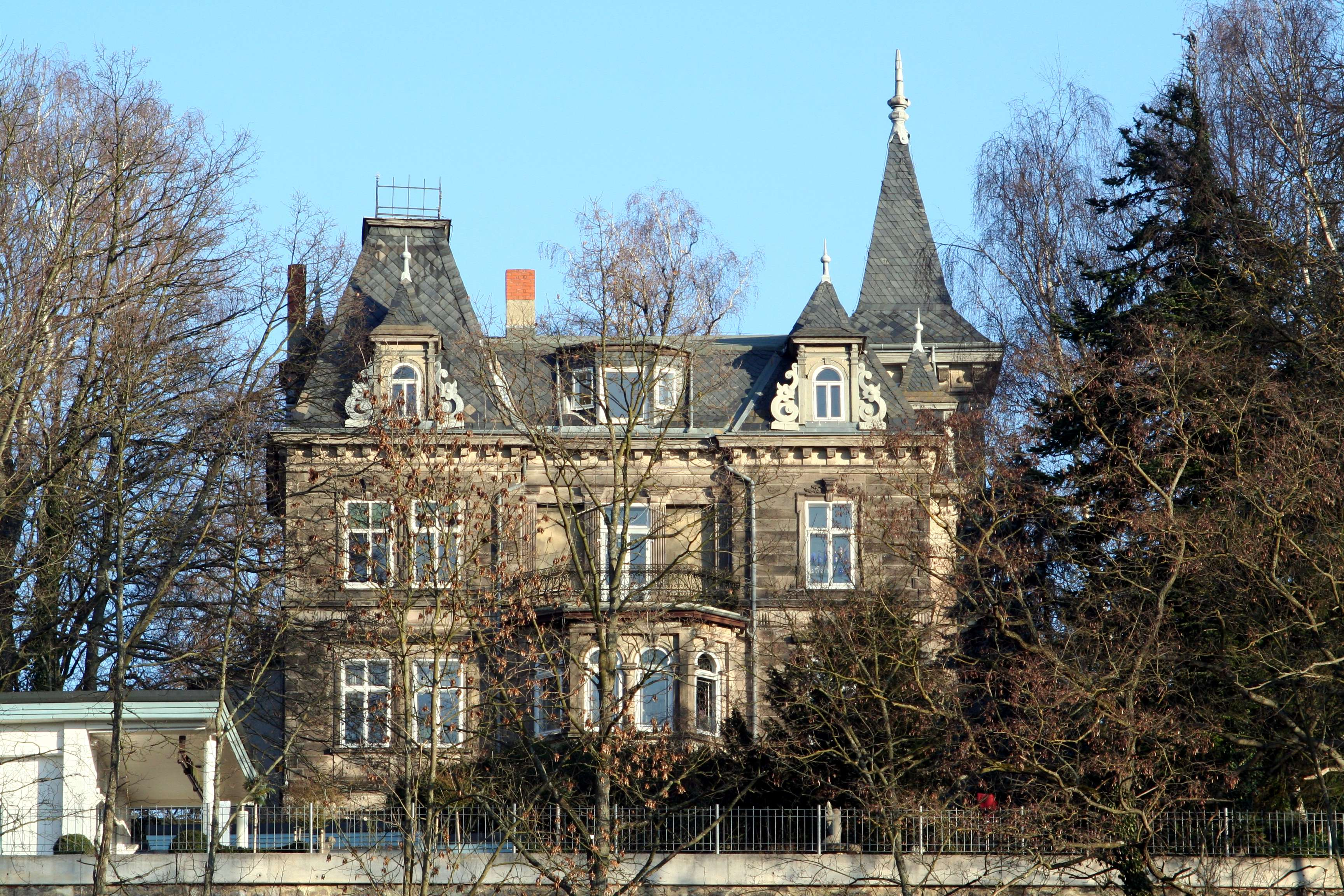
Villa Hohe Straße 30

Nach seiner Schulausbildung in Mittenwald wurde Martinet 1847 in der Akademie der bildenden Künste München im Fachbereich Baukunst eingeschrieben. Als ausgebildeter Architekt gelangte Martinet über die Königlich-Bayerische Eisenbahn Commission, die Firma Ludwig August Riedinger in Augsburg und die Bayerische Ostbahngesellschaft nach Coburg. Anlässlich der Bebauung des Bereichs zwischen Bahnhofstraße, Lossaustraße und Kanonenweg wurde er 1859 zum Stadtbaumeister befördert. Bürgermeister Rudolf Muther begründete dies mit der Feststellung, dass Martinet zur Verschönerung Coburgs schon wesentlich beigetragen und im Ganzen ein nur mäßiges Gehalt bezogen hat. 1876 wurde ihm das Verdienstkreuz des Sächsisch-Ernestinischen Hausordens verliehen. 80 Aktenstücke im Stadtarchiv Coburg zeugen von der Bedeutung Martinets als Stadtbaumeister. 1878 stieg er auf zum Stadtbaurat.
In den Folgejahren versuchte Martinet bei der Wasserversorgung zwischen den Anforderungen des Magistrats und den Wünschen der Bürger auszugleichen. Seine schwierige Arbeit belegt die Akte für den Straßenbau, wo er die Sparsamkeit der Stadtverwaltung zu spüren bekam. Neben der Vermittlung bei diesen Konfrontationen kümmerte er sich auch um die sozialen Belange der Bauhandwerker. Die Coburger Zeitung berichtete am 9. Oktober 1898 über Martinets Antrag, nach 39 Dienstjahren zum Jahresende in den Ruhestand treten zu dürfen und betonte:
Es erforderte die ganze Kraft eines Mannes, den sich steigenden Anforderungen, welche durch das Aufblühen der vor 40 Jahren noch in sehr bescheidenen Verhältnissen befindlichen Stadt an den Vorstand des städtischen Bauamtes gestellt wurden, gerecht zu werden und zu erreichen, daß Coburg andern im modernen Geschmack aufstrebenden Städten würdig zur Seite, ja Städten gleicher Größe an die Spitze gestellt werden kann. Bau und Verschönerung von Straßen, Anlagen, von Plätzen, Wegen und Bürgersteigen, Kanalisation der für Coburg segensreichen Wasserleitung, Brückenbauten, Fluss und Uferkorrektionen etc. fallen in seine Tätigkeit.
Julius Martinet erlebte einen kurzen Ruhestand. Er starb im Mai 1899. Ein Nachlassbestand befindet sich im Staatsarchiv Coburg.

## Bauwerke
Martinets Bauwerke prägen bis heute das Coburger Stadtbild und zählen zu den denkmalgeschützten Bauten der Stadt. In Coburg wurden folgende Bauten durch Julius Martinet ausgeführt:
- Albertsplatz l (Lutherschule) (Neubau 1862)
- Bahnhofstraße 18 (Neubau Augustenstift 1863)
- Bahnhofstraße 24 (Neubau 1867)
- Kriegerdenkmal Ernstplatz (1874)
- Ernstplatz 12 (Anbau 1861)
- Friedhof (Hinterer Glockenberg 3) (Erweiterung 1863–1869)
- Glockenberg 7 (Neubau 1880)
- Hohe Straße 30 (Neubau 1874)
- Löwenstraße 28 (Rückert-Schule) (Neubau 1890)
- Markt 6 (Umbau 1871)
- Oberer Bürglaß 34/36 (Neubau 1876/1877)
- Pfarrgasse 2 (Umbau 1890)
- Rosengasse 12 (Neubau 1856)
- Salzmarkt 3 (Umbau 1864)
- Schlachthofstraße l (Neubau 1880)
- Alte Angerturnhalle (Neubau 1866)
- Steinweg 4 (Umbau 1868)

Andere Bauten:
Stadtmuseum Lichtenfels (Neubau 1889)